# 青葉丘北
青葉丘北（あおばおかきた）は、大阪府吹田市にある地名である。丁番を持たない単独町名である。

## 概要
青葉丘北は吹田市内の東側に位置する。同市内では西で千里万博公園、南で青葉丘南などと接している。一方、東や北は大阪府茨木市と隣り合いそれぞれ宇野辺、穂積台と接する他、南西では茨木市の飛地である小坪井とも接している。

## 世帯数と人口
2020年（令和2年）3月31日現在（吹田市発表）の世帯数と人口は以下の通りである。
| 町丁     | 世帯数  | 人口    |
| -------- | ------- | ------- |
| 青葉丘北 | 898世帯 | 2,124人 |

### 人口の変遷
国勢調査による人口の推移。
| 1995年（平成7年）  | 1,303人 | [ 5 ] |  |
| 2000年（平成12年） | 2,281人 | [ 6 ] |  |
| 2005年（平成17年） | 2,203人 | [ 7 ] |  |
| 2010年（平成22年） | 2,181人 | [ 8 ] |  |
| 2015年（平成27年） | 2,142人 | [ 9 ] |  |

### 世帯数の変遷
国勢調査による世帯数の推移。
| 1995年（平成7年）  | 408世帯 | [ 5 ] |  |
| 2000年（平成12年） | 749世帯 | [ 6 ] |  |
| 2005年（平成17年） | 768世帯 | [ 7 ] |  |
| 2010年（平成22年） | 784世帯 | [ 8 ] |  |
| 2015年（平成27年） | 800世帯 | [ 9 ] |  |

## 学区
市立小・中学校に通う場合、学区は以下の通りとなる（2020年5月時点）。
| 番・番地等 | 小学校               | 中学校               |
| ---------- | -------------------- | -------------------- |
| 全域       | 吹田市立東山田小学校 | 吹田市立千里丘中学校 |

## 事業所
2016年（平成28年）現在の経済センサス調査による事業所数と従業員数は以下の通りである。
| 町丁     | 事業所数 | 従業員数 |
| -------- | -------- | -------- |
| 青葉丘北 | 36事業所 | 402人    |

## 周辺の交通
- 鉄道
  - 青葉丘北内を大阪高速鉄道大阪モノレール線が通るが駅は同内に存在せず、その最寄りに近い駅は茨木市宇野辺にある宇野辺駅または千里万博公園内の公園東口駅である。
- 路線バス
  - 吹田市コミュニティバスであるすいすいバスや、阪急バス茨木営業所の57系統などのバスが青葉丘北内を通過している。
- 道路
  - 青葉丘北内に大阪府道2号大阪中央環状線や、吹田ジャンクションで合流する名神高速道路や中国自動車道、近畿自動車道がそれぞれ通っている。

ちなみに、上記の内大阪モノレールと大阪府道2号、近畿自動車道は青葉丘北内を東西に沿う形で貫いている。

## 周辺の施設
- いすゞオート西形千里営業所
- アートスポーツ大阪
- 森石油スーパーガンバ
- ファミリーマート名神吹田インター前店

## その他

### 日本郵便
- 郵便番号 : 565-0801[3]（集配局：吹田千里郵便局[12]）。